# Gaël
Gaël is een gemeente in het Franse departement Ille-et-Vilaine (regio Bretagne). De plaats maakt deel uit van het arrondissement Rennes. Gaël telde op 1 januari 2022 1.617 inwoners.

## Geografie
De oppervlakte van Gaël bedroeg op 1 januari 2022 52,1 vierkante kilometer; de bevolkingsdichtheid was toen 31 inwoners per km².

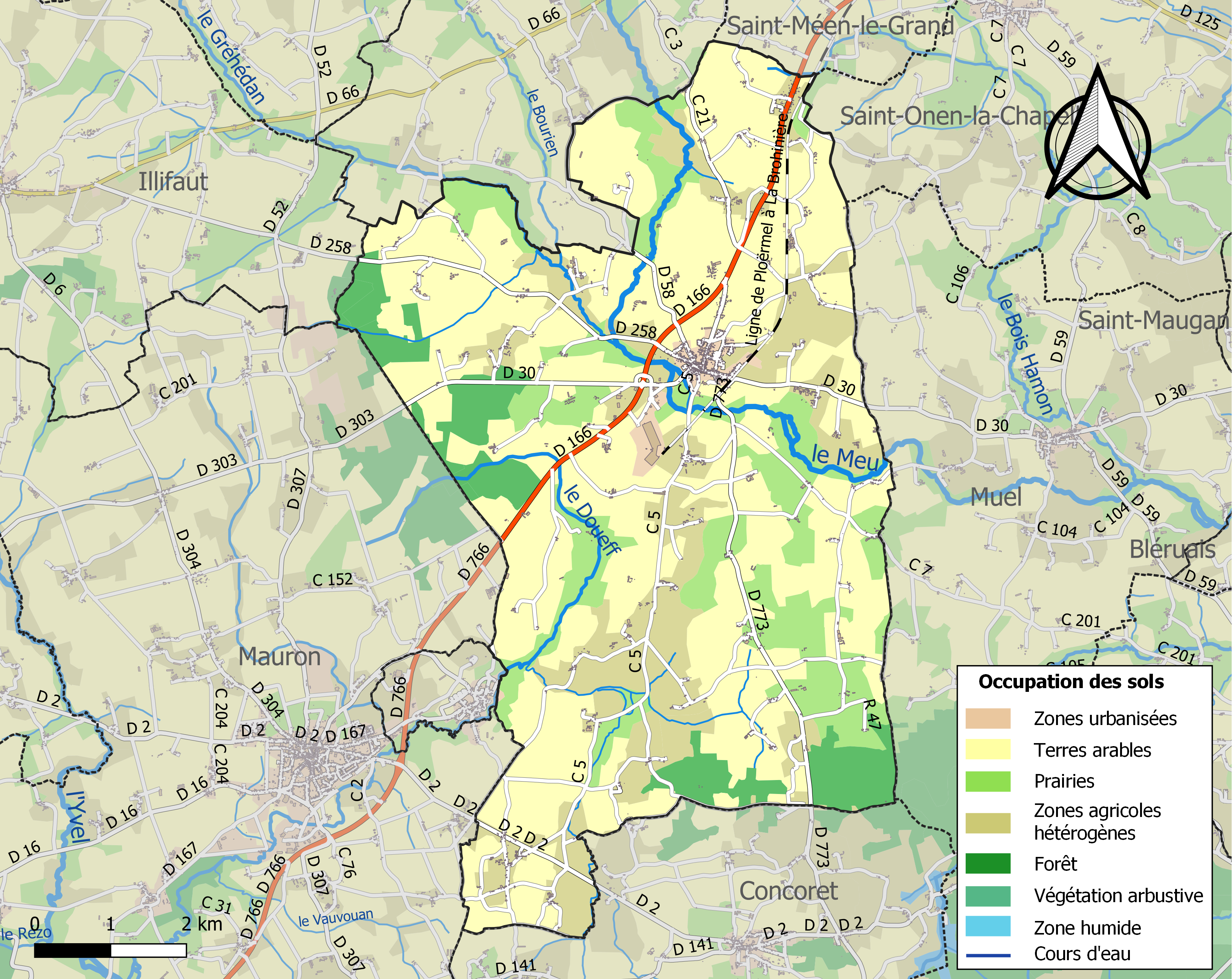
Kaart van de gemeente met belangrijkste infrastructuur, bodemgebruik en omliggende gemeenten

## Demografie
Onderstaande figuur toont het verloop van het inwonertal, bron: INSEE-tellingen. 